# رخصيات
الرخصيات (الاسم العلمي: Mollicutes) هي طائفة من البكتيريا تتبع شعبة عديمات الجدار.

## التصنيف
- المفطوريات
  - المفطورات